# Céladon (roman)
Pour les articles homonymes, voir Celadon (homonymie).
Céladon est un personnage du roman pastoral L'Astrée, publié de 1607 à 1627, par Honoré d'Urfé.  Il aime une bergère, Astrée, qui l'éconduit. Désespéré, le jeune homme se jette dans les eaux du fleuve. L'intrigue se poursuit avec comme trame sa souffrance amoureuse. 
Il personnifie l'amoureux fidèle, sentimental et généralement platonique,.
Le nom de Céladon est utilisé comme pseudonyme par des écrivains ou des poètes. Il est également repris dans différents ouvrages, comme  l'opéra-bouffe Céladon-Pacha («Селадон-паша») d'Alekseï Iakovlevitch Ascheberg, ou dans l'allégorie „The Golden Age; or, Future Glory of North-America Discovered by an Angel to Celadon in Several Entertaining Visions“ publié sous le nom de Céladon, en 1785.

## Cinéma
Les Amours d'Astrée et de Céladon est un film franco-italo-espagnol réalisé par Éric Rohmer et sorti en 2007. Le rôle de Céladon est confié à Andy Gillet.